# Oxytorus obtusus
Oxytorus obtusus är en stekelart som först beskrevs av Setsuya Momoi 1965.  Oxytorus obtusus ingår i släktet Oxytorus och familjen brokparasitsteklar. Inga underarter finns listade i Catalogue of Life.